# Chloroclystis tenuabilis
Chloroclystis tenuabilis är en fjärilsart som beskrevs av Louis Beethoven Prout 1958. Chloroclystis tenuabilis ingår i släktet Chloroclystis och familjen mätare. Inga underarter finns listade i Catalogue of Life.